# كوبرنيسيوم
الكوبرنيسيوم والذي كان يعرف سابقا باسم أنون بيوم أو (تحت-الزئبق)"Eka-mercury") هو أحد العناصر الكيميائية الموجودة في الجدول الدوري وله الرمز الكيميائي Cn ورقم ذري 112. وهو من العناصر بالغة الثقل، وأكثر نظائره 285 عمرا يبلغ 3.11 دقيقة. بعض الأبحاث لا زالت تسمي العنصر (تحت-الزئبق)"Eka-mercury").ويتوقع أن يكون العنصر فلز سائل ولكنه أكثر تطايرا من الزئبق.

## تاريخ الكوبرنيسيوم
تم اكتشافه في Gesellschaft für Schwerionenforschung GSI بدارمشتاد، ألمانيا في 9 فبراير عام 1996. وتم الحصول على العنصر بانصهار ذرة من الزنك بذرة من الرصاص في معجل أيوني ثقيل.
والاسم أنون بيوم هو اسم مؤقت بطريقة IUPAC لتسمية العناصر قياسيا إلى أن اعتمد اسم كوبرنيسيوم بشكل نهائي.

## وصلات خارجية
- عناصر شبكة المعلومات - أنون بيوم
- موقع- Apsidium - أنون بيوم نسخة محفوظة 4 أبريل 2007 على موقع واي باك مشين.